# MESSAGE (上戸彩のアルバム)
『MESSAGE』（メッセージ）は、2004年3月3日にリリースされた上戸彩の2枚目のアルバム。

## 解説
- 前作の『AYAUETO』から約1年ぶりのリリース。CCCDでの発売であった。
- 初回限定盤は、「愛のために。」のPVとメイキング集を収録したDVD付き。通常盤は、スペシャルブックレット封入。リリースイベント参加券両方に封入。
- 当初発表された収録曲リストから排除された「幸せになるように」は、未発表曲となった。また、「太陽と月」の仮タイトルは「隣にいてほしい」であった。
- 本作のプロモーションとして、アルバム発売前の3月2日からは、CDショップ店頭にて、シングル「愛のために。」「微熱」「感傷」「MESSAGE」のプロモーションビデオと共に、上戸彩「メッセージ入りプロモーションビデオ」をオンエアした。
- 2003年11月23日に新堂本兄弟の「ベストヒットたかみー」コーナーで初披露した「贈る言葉」は、自身初のカバーとなった。

## 収録曲
1. 愛のために。
作詞・作曲・編曲：織田哲郎
7thシングル
テレビ朝日系開局45周年記念ドラマ『エースをねらえ!』エンディングテーマ
後に、織田哲郎がセルフカバー。
2. 贈る言葉
作詞：武田鉄矢、作曲：千葉和臣、編曲：Sin
PS2ゲームソフト『3年B組金八先生 伝説の教壇に立て! 』主題歌
海援隊のカバー曲。シングル「風/贈る言葉」としてリカットされた。
3. MESSAGE 〜album version〜
作詞：岩里祐穂、作曲：HΛL、編曲：Sin
4thシングル
ニベア花王「8×4」CMソング
本作のタイトル曲。
4. 青空
作詞：浅田信一、作曲：森元康介、編曲：清水信之
5. 感傷
作詞・作曲・編曲：PIPELINE PROJECT
5thシングル
TBS系ドラマ『ひと夏のパパへ』主題歌
6. MERMAID
作詞・作曲・編曲：PIPELINE PROJECT
5thシングル
ロッテ「爽」CMソング。
7. 太陽と月
作詞・作曲：酒井ミキオ、編曲：上杉洋史
8. PERSONAL
作詞・作曲・編曲：T2ya
4thシングル
フジテレビ系アニメ『金色のガッシュベル!!』初代エンディングテーマ
この曲はアルバムバージョンで収録されており、終盤のアコースティックギターの回数がシングルでは2回・アルバムでは4回になっている。
9. 微熱
作詞：伊秩弘将、作曲：渡辺未来、編曲：水島康貴
6thシングル
10. キセキ
作詞・作曲・編曲：T2ya
11. Silence 〜COCONUTS GROOVE version〜
作詞：田中花乃、作曲・編曲：清水信之
6thシングルのカップリング曲
C/Wのアルバムミックス。音が一部分変更されている。
12. Steppin' Out 〜complete version〜
作詞：田中菜穂、作曲・編曲：HΛL
ロッテ「爽」CMソング。
13. 愛のために。 〜Lover's Splash Mix〜
リミックス：Koma2 Kaz